# Mampsisita
La mampsisita és un mineral de la classe dels òxids que pertany al supergrup de la hidrotalcita.

## Característiques
La mampsisita és un hidròxid de fórmula química Ca₄Al₂(CO₃)(OH)₁₂·5H₂O. Va ser aprovada com a espècie vàlida per l'Associació Mineralògica Internacional en el mes de desembre de l'any 2023, i encara resta pendent de publicació. Cristal·litza en el sistema triclínic.
L'exemplar que va servir per a determinar l'espècie, el que es coneix com a material tipus, es troba conservat a les col·leccions del Museu Mineralògic Fersmann, de l'Acadèmia de Ciències de Rússia, a Moscou (Rússia), amb el número de registre: 6061/1.

## Formació i jaciments
Va ser descoberta aproximadament uns 2 quilòmetres al sud-est de l'encreuament de l'Hatrurim, a la conca de l'Hatrurim, dins el Consell Regional de Tamar (Districte del Sud, Israel). Aquest indret és l'únic a tot el planeta on ha estat descrita aquesta espècie mineral.